# Pristan-Prschewalsk

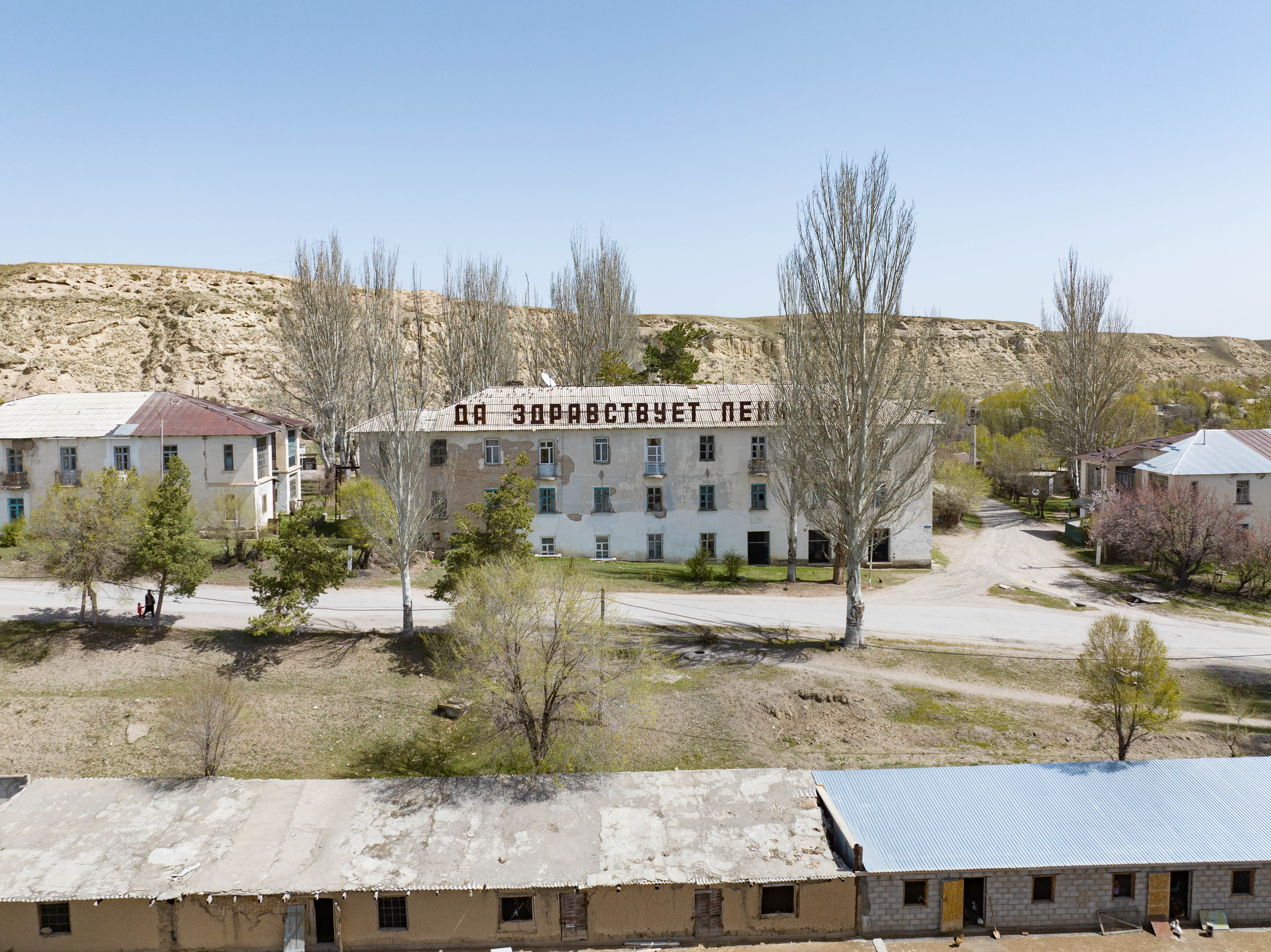
Pristan-Prschewalsk (2023)

Pristan-Prschewalsk (kirgisisch Пристань-Пржевальск) ist eine Siedlung städtischen Typs im Oblus Yssykköl (Kirgisistan) mit 3.492 Einwohnern (Stand 2022).
Der Ort erhielt 1944 den Status einer Siedlung städtischen Typs. Die Siedlung ist keinem Rajon unterstellt. Diese Aufgaben werden von der Stadtregierung der rajonfreien Stadt Karakol übernommen. Die Siedlung ist nach Nikolai Michailowitsch Prschewalski benannt, der hier begraben ist.

## Bevölkerung
| Jahr | Einwohner |
| ---- | --------- |
| 1970 | 3.039     |
| 1979 | 3.398     |
| 1989 | 3.886     |
| 1999 | 3.399     |
| 2009 | 2.917     |
| 2022 | 3.492     |